# Dany Caligula
Dany Caligula est un vidéaste et streameur français né en Île-de-France.
Il anime une chaîne YouTube de vulgarisation de philosophie et de sciences humaines, sur laquelle il publie la chronique Doxa entre 2013 et 2015. Il continue ensuite à créer du contenu vidéo politique et philosophique varié, par exemple autour de la loi Travail.
Il crée en 2020 la chaîne Twitch « Dany et Raz » avec Raz sur laquelle ils coaniment quatre soirs par semaine des discussions axées sur le commentaire de l'actualité politique, le divertissement, le débat et l'humour, avec un ancrage à gauche assumé,,.
Accusé de viol et de violences psychologiques par plusieurs femmes, il se met en retrait en 2025 après avoir été au centre d'un article Mediapart. 

## Jeunesse et études
Il naît en banlieue parisienne d'un père ouvrier et d'une mère assistante maternelle,.
Il découvre la philosophie à 15 ans avec Le Mythe de Sisyphe d'Albert Camus. Il poursuit ensuite des études de philosophie à l'université de Toulouse-II-Le Mirail, jusqu'à la première année de master.

## YouTube

### Doxa
En 2013, inspiré par le travail du vidéaste Usul, Dany Caligula lance sur YouTube la chronique vidéo mensuelle Doxa, qui vise à vulgariser les sciences humaines et la philosophie,. Il signe avec le réseau multichaîne Machinima, avec qui il reste en contrat jusqu'en mars 2016 et dont il finit mécontent. En 2015, il participe aux côtés d'autres vidéastes à une vidéo de La Quadrature du Net défendant un rapport de l'eurodéputé Felix Reda, qui appelle à assouplir l'application du droit d'auteur sur internet.

### #OnVautMieuxQueÇa etPair-à-pair
En 2016, alors que la loi relative au travail, à la modernisation du dialogue social et à la sécurisation des parcours professionnels portée par Myriam El Khomri cristallise des tensions sociales, Dany Caligula s’engage avec d’autres créateurs et créatrices de vidéos contre cette loi au sein du collectif #OnVautMieuxQueÇa. Il lance également l'émission Pair-à-pair, qui vulgarise les questions liées au droit d'auteur sur YouTube. La même année, il publie une vidéo dans laquelle il critique le vidéaste Le Raptor et le rôle qu'ont joué ses vidéos dans le harcèlement de la vidéaste et chroniqueuse féministe Marion Séclin. Dany Caligula est lui-même victime de cyberharcèlement suivant la publication de cette vidéo.

### Qui choisir?et «Réponse à Internet»
En 2017, il lance la série de vidéos Qui choisir ?, qui dresse une analyse politique des candidats à l'élection présidentielle française. Il travaille sur ces vidéos avec le vidéaste Histony. En avril 2017, il arrête la réalisation de vidéos durant plus d'1 an à la suite du harcèlement qu'il subit. Il se retrouve sans ressources, endetté et sans domicile fixe. Il revient sur YouTube en 2018 avec « Réponse à Internet », une vidéo qui, reprenant cinq insultes qu’il a reçues (« cuck », « pédé », etc.), aborde le sujet de la polarisation des opinions sur les réseaux sociaux,. En 2019, il écrit, réalise et produit « Le Seum du Sens », un essai vidéo expérimental.
En 2021, avec le vidéaste Cassandre, il publie une série de trois vidéos sur le genre avec une approche queer.

## Twitch

### Dany et Raz
En 2018, Dany Caligula rencontre Raz lors d'un stream nocturne. Les deux streamers partagent une même critique de la société, du capitalisme et d'une certaine gauche intellectuelle qu'ils jugent élitiste et moralisatrice. C'est sur cette base qu'ils créent, durant la Pandémie de Covid-19, une chaîne sur Twitch, où ils entendent offrir une parole alternative à celle qu'ils considèrent comme dominante sur Internet. Télérama décrit ces lives comme « une sorte de radio libre de la masculinité, qui mêle témoignages, références philosophiques, conversations politiques et humour Internet »,. Ils se décrivent en 2024 comme « néo-éditorialistes »,.
Leur discours se distingue par une opposition à ce qu'ils appellent la « gauche Internet », qu'ils perçoivent comme trop homogène, déconnectée des réalités populaires et majoritairement blanche. Plutôt que de suivre une approche académique ou politiquement aseptisée, ils privilégient une expression plus directe, authentique et parfois crue. Ils optent pour le partage d'émotions et d'« affects », en refusant de se détourner des luttes sociales,. Ils abordent des thèmes aussi variés que la politique, l'antiracisme, les luttes LGBT, l'anticapitalisme, l'extrême-droite, les relations affectives ou la philosophie. Le ton est souvent perçu comme polémique, ce dont eux-mêmes se réclament.
Jusqu'en 2021, ils animent sur la plateforme une émission intitulée Squat Philo, dans laquelle ils reçoivent diverses personnalités du monde artistique et culturel, comme notamment Navo, Yacine Belhousse, ou François Bégaudeau.
Ils reçoivent Houria Bouteldja lors d'une interview en 2022. Cela leur vaut des critiques de la part du magazine Marianne en raison de propos jugés homophobes de la part de Bouteldja.
En janvier 2024, ils présentent une émission en plateau, ouverte au public et retransmise en direct sur Twitch, intitulée Zawa Show. Après une première partie musicale (Théodora), ils reçoivent comme premier invité pour une discussion mêlant philosophie de l'absurde et histoire de la gauche et de ses trahisons Jean-Luc Mélenchon pour une interview au long cours autour de son dernier livre. Le journal La Croix qualifie cet événement de « consécration ».
En 2023 et 2024, le duo participe aux Amfis, l'université d'été de LFI.
La dissolution de l'Assemblée nationale et les élections législatives de 2024 leur prodigue une importante augmentation de leur audience déjà en hausse.

## Accusations de violences psychologiques et sexuelles
Le 7 mai 2025, Mediapart rapporte le récit d'une ex-compagne l'accusant d'un viol qui se serait produit en mai 2011 ainsi que d'une autre ex-compagne l'accusant de violences psychologiques,,. Interrogé par le journal, le vidéaste reconnaît avoir été « harcelant » et avoir pratiqué du « chantage au suicide », tout en contestant l'accusation de viol qu'il considère comme une « transformation » d'un événement « flou ». L'enquête rapporte également des conversations privées de Dany Caligula, Raz et Cassandre contenant des propos que Mediapart et Elle qualifient de sexistes, transphobes et racistes,. 
En réaction, Dany Caligula vend ses parts de Zawa Prod, une société de production qu'il a cofondée et qui emploie plusieurs streameurs, et démissionne du poste de président de celle-ci, même s'il apparait toujours comme président sur l'annuaire des entreprises . Ces streameurs qualifient l'enquête de Mediapart d'« article à charge » qui n'aurait notamment pas pris le temps d'interroger d'autres ex-compagnes de Dany Caligula, et reprochent aux journalistes de ne pas avoir restitué l'entretien contradictoire du streameur dans son intégralité, bien qu'il ait validé ses citations auprès de celles-ci. 